# Roma (mitologija)
V starodavni rimski veri je bila Roma žensko božanstvo, ki je poosebljalo mesto Rim in širše rimsko državo. Poosebljala je in idealizirala nekatere Rimske ideje o sebi, njegovem napredku in morebitni prevladi nad svojimi sosedi. Rimske politične, moralne in verske ideje so bile predstavljene skozi Romo v različnih oblikah: kovanci, skulpture in arhitekturne zasnove, tudi v uradnih igrah in festivalih, vendar le redko v običajnem ali domačem kontekstu, saj je  bila Roma konstrukcija rimskega državnega pokroviteljstva. Čeprav so na njene upodobitve v tistem času vplivale druge boginje, na primer rimska Minerva, njena grška ustreznica Atena in različne manifestacije grške Tihe, Roma izstopa kot simbol "naravne" prevlade z obljubo zaščite tistim, ki ubogajo ali sodelujejo z njo in njeno "moško vrlino" (virtus) kot hudo mamo bojevniške rase.
Podoba in uradni kult Rome kot božanske zaščitnice in partnerja živih rimskih cesarjev sta služila za širjenje propagandnega sporočila cesarskega Rima. V rimski umetnosti in kovancih je običajno upodobljena sedeča ali ustoličena, s čelado in pogosto z drugo vojaško opremo. Na grško govorečem vzhodu so to včasih nadomestili s krono s stolpi ali rogom izobilja ali oboje, bolj običajno kot simbol zaščite in blaginje, ki jo predstavljajo lokalni tipi helenskih mestnih državic. Roma morda ni dosegla resnično priljubljenega kulta, toda verjetno je bila naklonjena rimskim cesarskim predstavnikom. Upodobljena je bila na srebrnih skodelicah, lokih in skulpturah, vključno z bazo stebra Antonina Pija. V krščansko obdobje je preživela kot poosebljenje rimske države. Njena upodobitev s ščitom in sulico je kasneje vplivala na upodobitev Britannie, poosebljenja Velike Britanije.

## Republikansko obdobje

### Identiteta in ikonografija
Lik s čelado na rimskih kovancih iz let 280-276 in 265-242 pred našim štetjem se včasih razlaga kot Roma, vendar je identifikacija sporna. Drugi zgodnji rimski kovanci kažejo bojevit amazonski tip, po možnosti Roma, vendar po Mellorjevem mnenju bolj verjetno genius kot dea (boginja). Med pozno drugo punsko vojno in Pirovo vojno je Rim izdal kovance s frigijsko glavo s čelado; nekatere imajo žig Roma. V kasnejših izdajah kovancev Roma nosi različne vrste atiške čelade, standardni vzorec za častnike rimske vojske. V primerih, ko manjkajo jasne legende o kovancih, identifikacija ni bila razrešena. tudi čelade, vključno z Bellono in Minervo; slednja je bila enakovredna grški Ateni, za katero nekateri učenjaki menijo, da je izvirnik Rome.
Najstarejša, bolj ali manj nedvoumna identifikacija Rome na kovancih je srebrna oznaka c275 BC, ki so jo izdali rimski etnično grški zavezniki v Locriju na italijanskem polotoku. Prikazuje ustoličeno žensko s ščitom in drugo bojno opremo, jasno označeno kot Roma. Druga ženska, označena kot Pistis (v grščini enakovredna rimski Fides ali 'dobra vera'), stoji pred Romo s krono iz listov dvignjeno nad glavo. Rimski denarij iz leta 114/115 prikazuje Romo z Romulom, Remom in volkuljo, mitološko zverjo, ki ju je dojila in vzgajala s svojim mlekom; podoba kovanca pomeni, da je Roma varovala in hranila Rim že od njegove ustanovitve. Njen amazonski videz spominja na ostre, barbarske, gole prsi, ki so se v trojanski vojni borile skupaj s Trojanci, domnevnimi predniki Rimljanov. V pozni republikanski in zgodnji cesarski dobi je rimska književnost predstavila Romo kot eno izmed »velikih mater« rimskega ljudstva, ki je vključevala Venero in Kibelo. Kvint Enij je »rimsko domovino« poosebljal kot Roma: za Cicera je bila "Rimska država", vendar nobeden od teh ni dea Roma. Čeprav je njena rimska prednica možna - morda zgolj njeno ime in ideje, ki jih je sprožila, po Mellorjevem mnenju - se pojavlja kot grško božanstvo, katerega bistvena ikonografija in značaj sta bila že uveljavljena v Italiji, Magna Graeciji in Rimu.

### Zgodnji kulti
Najzgodnejši kult dea Roma je bil ustanovljen v Smirni leta 195 pr. n. št., verjetno za označbo uspešnega zavezništva Rima proti Antiohu III.  Mellor je svoj kult predlagal kot obliko versko-politične diplomacije, ki je tradicionalne grško-vzhodne božanske monarhične časti prilagodila republikanskim običajem: božanske časti božanski personifikaciji rimske države so priznale avtoriteto svojih uradov, republike in mesta kot božansko in večno, vendar ni izpodrinila kulta na posamezne rimske dobrotnike.
Demokratične mestne države, kot sta bili Atene in Rodos, so sprejele Romo kot analogno svojim tradicionalnim kultnim personifikacijam demosa (navadni ljudje). Leta 189 pred našim štetjem so Delfi in Likija ustanovili festivale v njeno čast. Zdi se, da se je Roma kot "božanski sponzor" atletike in vse-helenske kulture lepo ujemala z uveljavljenim in navdušenim festivalskim krogom, templji zanjo pa so bili večji od njenih državljanskih kipov in posvetitev. Leta 133 pred našim štetjem je Atal III. prebivalcem in ozemljem Pergamona zaupal Romo kot zaupanja vrednega zaveznika in zaščitnika. Zapuščina Pergamene je postala nova rimska provinca Azije in kult Rome se je v njej hitro razširil.
V nasprotju s svojim domnevnim "amazonskim" rimskim izvirnikom grški kovanci zmanjšujejo grozljivost njene podobe in jo upodabljajo v »dostojanstvenem in precej strogem slogu« grške boginje, ki pogosto nosi krono s stolpi ali včasih frigijsko čelado. Občasno je gologlava. V tem in poznejših obdobjih je bila pogosto povezana z Zevsom (kot varuhom priseg) in Fidesom (poosebljenje medsebojnega zaupanja). Njen vzhodni kult je zahteval zavezništvo in zaščito Rima. Panegirik njenega preživelega v petih safističnih kiticah, pripisanih grškemu pesniku Melinnu, ki slavi njeno hudo zavezanost potomcem in varovancem. At this time, her cult in Republican Rome and its Eastern coloniae was virtually non-existent. V njenem "amazonskem" tipu njene navadno gole prsi označujejo isto drznost in hudo materinske, negujoče vrline. V helenistični verski tradiciji so boginji služili duhovniki in svečenice, vendar je bilo romsko duhovništvo moško, morda v priznanje moškosti vojaške moči Rima. Duhovništvo kulta Rome je tekmovalo med najvišjimi lokalnimi elitami.

## Cesarsko obdobje
Umor Julija Cezarja je privedel do njegove apoteoze in kulta kot državnega divus v Rimu in njegovih vzhodnih kolonijah. Cezarjev posvojenec Avgust je končal rimsko državljansko vojno in postal princeps (vodilni človek) republike, leta 30/29 pred našim štetjem pa je koina Azije in Bitinije zahteval dovoljenje, da ga časti kot živega divusa. Republikanske vrednote so monarhijo zaničevale in prezirale helenske časti - Cezar se je usodno udvoril obema - a dokončna zavrnitev bi lahko užalila zveste provinciale in zaveznike. Pripravljena je bila previdna formula: ne-Rimljani so mu skupaj z dea Roma lahko ponudili samo kult kot divus. Roma je imela cesarsko vlogo kot soproga cesarju in materi celotnega rimskega ljudstva. V grških mestnih državah bi se njena ikonografija združila s tisto tamkajšnje Tihe; to je običajno vključevalo krono s stolpi in rog izobilja. Romina sedeča poza, vidna na več kot polovici znanih upodobitev, je bila uporabljena tudi za Ateno, helenski ekvivalent rimske Minerve. Tako kot Atena tudi Roma predstavlja "moške" ženske vrline, poosebljenje imperija, zgrajenega na osvajanju. Od tu naprej je Roma vse bolj prevzela lastnosti cesarske ali božanske soproge cesarskemu divusu, vendar jo nekateri grški kovanci prikazujejo kot sedečo ali ustoličeno avtoriteto, cesarski divus pa stoji pokonci, kot da je njen častilec ali služabnik.
V zahodnem delu cesarstva je ustanovitev cesarskega kultnega središča v Lugdunumu (sodobni Lyon) predstavila rimske vzorce za deželne in občinske zbore in vlado, romaniziran način življenja in priložnost za lokalne elite, da uživajo v prednostih državljanstva z izvolitvijo v cesarsko kultno duhovništvo, z ara (oltar) posvečenim Romi in Avgustu. Nato so prisotnost Rome dobro potrdili napisi in kovanci po zahodnih provincah. Literarni viri o njej nimajo veliko povedati, vendar to morda odraža njeno vseprisotnost in ne zanemarjanje: v zgodnji avgustovi dobi so jo morda častili nad njeno živo cesarsko ženo.
V provinci Afriki je en tempelj Romi in Avgustu znan pri Leptis Magna, drugi pa pri Mactarju. Na italijanskem polotoku jih je bilo šest dokazanih – Latium je zgradil dva, enega od njih financiral zasebno. V času vladavine Tiberija je Ostia zgradila velik občinski tempelj Romi in Avgustu.
V samem mestu Rim je bil prvi znani državni kult dea Roma vključen v kult Venere v Hadrijanovem templju Venere in Rome. To je bil največji tempelj v mestu, verjetno posvečen otvoritvi reformiranega festivala Parilia, ki je bil po vzhodnem prazniku v čast Rome pozneje znan kot Romaea. Tempelj je vseboval sedečo, v celoti oblečeno, helenizirano in zelo vplivno podobo dea Roma – paladij v desni roki je simboliziral večnost Rima. V Rimu je bilo to novo spoznanje. Grške interpretacije Rome kot dostojanstvenega božanstva so jo spremenile iz simbola vojaške prevlade v eno od cesarske zaščite in gravitas.
Po porazu Klodija Albina in njegovih zaveznikov s strani Septimija Severa pri Lugdunumu so Romo iz kulta Lugdunum ara odstranili v tempelj, kjer so jo skupaj z Avgusti kooptirali v novo in represivno formulacijo cesarskega kulta. Fishwick razlaga reformirane obrede v Lugdunumu kot tiste, ki jih ponujajo njegovi sužnji kateri koli družini. Ni znano, kako dolgo je trajala ta faza, vendar se zdi, da je bil to edinstven razvoj. 
V poznejši, še bolj burni dobi jo običajni tip kovanca Probus prikaže s sončno krono Dominate: na hrbtni strani je rimski tempelj Venere in dea Roma. Medtem ko Probusova podoba prikazuje njegov monarhični Imperij, Roma prikazuje njegove trditve o obnovi rimske tradicije in cesarske enotnosti.
Figure Rome so v domačem okolju redke, po vsem cesarstvu in v provincah so bile morda povezane z rimskimi prebivalci. V Korintu so kipec Rome skupaj s kipi drugih božanstev našli v domačem svetišču v Domu Panayia, ki je okvirno datiran v 2. ali 3. stoletje našega štetja. Božanstva so bila manjša, vendar so bila vsa dobro oblikovana in večina je imela sledi pozlate: romina figura sedi na stolu brez naslonjala in nosi trojno grebenasto vojno čelado in peplum. Izpostavila je eno dojko in nosi čevlje do golen, ki temeljijo na " Amazonki", bojevitem tipu. Sterling ugiba o uradni povezavi med lastniki te Romine figure in bližnjim korintskim templjem 1.

## V umetnosti, obrti in literaturi
V Lucanovi pesmi Pharsalia je Roma upodobljena kot močna ženska, ki predstavlja rimske vrednote. Pesem sledi državljanski vojni med Julijem Cezarjem in silami rimskega senata pod vodstvom Pompeja Velikega. Cezar zavrača Romo in njene vrednote ter konča z ljubico v Egiptu, ki je svojo usodo postavil na pot do morebitnega samouničenja. Pesnik identificira Romo (res publica) z idealizirano rimsko matrono. Človek, ki zavrača enega ali drugega, ne more biti resnično Rimljan.
Roma je predstavljena kot glavni lik na srebrni Boscoreale čaši. Stoji s čelado, pripravljena na vojno, budna, a v miru. Njeno stopalo počiva na "kupu orožja"; trofeje preteklih spopadov. Pogovarja se z mladim, stoječim moškim, ki ga običajno označujejo za genija rimskega ljudstva in se zdi, da čaka na pogovor s sedečim cesarjem (verjetno Avgustom). V skulpturi Gemma Augustea, ki jo je izdelal Dioskurid, Roma sedi poleg Avgusta v vojaških oblačilih.
Na Titovem slavoloku (1. stoletje n. št.), slavoloku Septimija Severa in Konstantinovem slavoloku Roma spremlja cesarja na njegovem vozu kot spremljevalka.

## V Novi zavezi
Knjiga Razodetja, pisma, Raz 2,12-17 svari pred kakršno koli vpletenostjo krščanstva v kult Pergamona do pobožanstvenega Avgusta in boginje Rome. V tej posebni verigi krščanske znanosti je sodobni Rim "satanska moč"; podoba dea Roma na Vespazijanovem sestercu, ki leži na njenih sedmih hribih z različnimi dodatki, je bila in jo nekateri jemljejo kot dokaz, da je bila dea Roma ali sam Rim velika babilonska kurba. V Razodetju Raz 17,9 je rečeno, da sedi na "sedmih gričih" , ki jih običajno razumejo kot sedem gričev v Rimu. Čeprav nekateri učenjaki priznavajo, da je Babilon šifra za Rim, trdijo tudi, da Babilon predstavlja več kot rimsko mesto 1. stoletja. Craig Koester odkrito pravi, da je »kurba Rim, vendar več kot Rim«. »To je rimski imperialni svet, ki pa predstavlja svet, odtujen od Boga«.

## Zapuščina
»Kot poosebljenje, kot boginja ali kot simbol se ime Roma razteza od klasične Grčije do Mussolinijeve fašistične propagande ... Roma je veljala za boginjo, kurbo, skoraj svetnico in kot simbol same civilizacije. Najstarejši stalni politično-verski simbol v zahodni civilizaciji. » Ronald Mellor, Uvod, The goddess Roma.